# Печка
Печка (рум. Pecica) град је који припада жупанији Арад у Румунији. Насеље је значајно по присутној малобројној српској националној мањини у Румунији. Старији назив је био Српска Печка. Град Печка обухвата и насељена места Седерхат, Стари Бодрог и Торња.

## Положај насеља
Град Печка се налази на северној, кришанској страни Поморишја. Град се налази 20 km западно од града Арада ка румунско-мађарској граници. Насељски атар је равничарског карактера.

## Историја
Насеље је први пут забележено у католичким списима 1335. године. Оно касније постаје значајно српско место у Поморишју, до велике сеобе српских граничара у Русију. У 18. веку је ту у склопу старе Поморишке границе, био граничарски шанац. Срби из околине Будима и Острогона доселили су се 1702-1703. године у Банат. Године 1703. Срби граничари пописани у Печки су 1 капетан, 14 официра, 100 коњаника и 100 пешака; укупно 215 милитараца. Печка је 1715. године имала 133 српска дома. У Печки је заповедник био чувени капетан Пера Сегединац, који је због учешћа у буни 1735. године био осуђен на смрт и сурово убијен. О њему је пуно писано и опеван је у народу због херојства. Године 1735. у Печки је био стациониран и заставник Ђука. Када је новембра 1750. године обављено појединачно изјашњавање у вези будућег статуса, за провинцијал су се изјаснили само месни официри: капетан Михајло Хорват и барјактар Сава Јоцић. Остали, су били за војни статус: оберстлајтант кво оберсткапетан Јован Хорват, хаднађи Ђурка Гајић, Михајло Гајдаш и Јосиф Цветиновић, те барјактар Јован Остојић.
После укидања те северне границе на Моришу, и њеног премештања јужније на Дунав, долази до расељавања старих граничара Срба. Велики број граничара предвођених официрима, отишао је у православну Русију, и тамо у степи засновао свој дом. Српски генерал Јован Хорват је 1751. године у карту тамошње Нове Србије, унео назив те области "Хорватова Нова Србија". До 27. јула 1751. године иселило се из Печке већ 578 Срба. То је била чак једна половина те новонасељене територије. Ту су никла бројна нова већа насеља и села (ројте), са именима донетим из старог завичаја. Тако постоје називи места где су били насељеници из Хорватовог првог хусарског пука (то је била и у црквеном погледу протопопија новомиргородска) - Надлок, Печка, Мартонош и др.
Сеоба Срба граничара лоше је изгледала у очима савременика. У жалби митрополиту састављеној 20. јуна 1751. године наведено је да су милитари са своја три свештеника поповима Томом, Николом и Гаврилом "цркву поробили". Пред одлазак на пут након литургије су готово све из храма узели, чак и звона и свих 44 црквених књига. Оставили су иза себе голе зидове а од богослужбених ствари само антиминс, једно јеванђеље штампано у Венецији, као и нешто новца који је остао код поп Милана. Они су и тај новац тражили, али поп Милан се није задесио тада у селу. Печка је наставила живот са 100 домова и празним храмом, у којем су наставили да служе поп Милан и његов син.
Српске новине су 1856. године забележиле куриозитет који се десио у Печки. Тамошња сирота "тежакиња" родила је одједном петеро деце. Две бебе девојчице су одмах умрле, али три дечака су остала у животу и добро напредовала.
Печка је 1905. године била велика оштина у Мађарпешком срезу. Ту је живело 9.000 становника у 1.803 дома, највише Румуна, а Срба је само 183 православне душе или 2,4% са 45 кућа. Од српских јавних здања постојале су православна црква и народна школа. Поред ПТТ комуникације место је имало и железничку станицу.
у Печки је почетком 20. века формирана Српска земљорадничка задруга. Да би се поправио материјални положај малобројних тамошњих Срба, земља манастира Бездина је дата у аренду 1905. године постојећој печкој задрузи.

## Становништво
По последњем попису из 2002. године Печка имала је 11.452 становника. Последњих деценија број становништва стагнира.
Насеље је од давнина било вишенародно, а месни Срби су одувек били мањина у насељу. Данас је њихов број симболичан. Национални састав на појединим пописима био је следећи:
| Година пописа | 1910. год.    | 1992. год.    | 2002. год.    |
| Укупно ст.    | 17.637        | 11.472        | 11.452        |
| Срби          | 170 (1,0%)    | 36 (0,3%)     | 25 (0,2%)     |
| Румуни        | 6.669 (37,8%) | 6.019 (52,5%) | 6.336 (55,3%) |
| Мађари        | 9.918 (56,2%) | 4.560 (39,7%) | 3.835 (33,5%) |
| остали        | 880 (5,0%)    | 868 (7,6%)    | 1.256 (11,0%) |

Према попису становништва из 2011. године у граду Печка је живело 12.762 становника. Већинско становништво су били Румуни којих је било 57,7%, затим следе Мађари са 25,9%, Роми са 7,8% и Срби са 0,3% становништва.
| Етнички састав према попису из 2011. године‍ | Етнички састав према попису из 2011. године‍ | Етнички састав према попису из 2011. године‍ | Етнички састав према попису из 2011. године‍ | Етнички састав према попису из 2011. године‍ |
| ------------------------------------------- | ------------------------------------------- | ------------------------------------------- | ------------------------------------------- | ------------------------------------------- |
|                                             |                                             |                                             |                                             |                                             |
| Румуни                                      | Румуни                                      |                                             | 7.361                                       | 57,7%                                       |
| Мађари                                      | Мађари                                      |                                             | 3.316                                       | 25,9%                                       |
| Роми                                        | Роми                                        |                                             | 996                                         | 7,8%                                        |
| Срби                                        | Срби                                        |                                             | 43                                          | 0,3%                                        |
| Словаци                                     | Словаци                                     |                                             | 42                                          | 0,3%                                        |
| непознато                                   | непознато                                   |                                             | 920                                         | 7,2%                                        |

На попису становништва из 1930. године имао је 18.679 становника, а већину су чинили Мађари.
| Етнички састав према попису из 1930. године‍ | Етнички састав према попису из 1930. године‍ | Етнички састав према попису из 1930. године‍ | Етнички састав према попису из 1930. године‍ | Етнички састав према попису из 1930. године‍ |
| ------------------------------------------- | ------------------------------------------- | ------------------------------------------- | ------------------------------------------- | ------------------------------------------- |
|                                             |                                             |                                             |                                             |                                             |
| Мађари                                      | Мађари                                      |                                             | 9.477                                       | 50,7%                                       |
| Румуни                                      | Румуни                                      |                                             | 7.543                                       | 40,4%                                       |
| Роми                                        | Роми                                        |                                             | 535                                         | 2,9%                                        |
| Словаци                                     | Словаци                                     |                                             | 388                                         | 2,1%                                        |
| Срби                                        | Срби                                        |                                             | 363                                         | 1,9%                                        |

## Духовни живот
Једна од старијих цркви је опширно описана 1760. године, била је то плетара покривена шиндром, посвећена празнику Св. Николи. Антиминс те цркве осветио је патријарх српски Арсеније трећи Чарнојевић, а свети олтарски престол арадски владика Јоаникије Мартиновић. Та црква је због дотрајалости и неадекватности била срушена 1770. године. Нови храм од чврстог материјала изграђен 1774. године припао је касније Румунима. Иконостас те "изгубљене" цркве, радио је својевремено мештанин, српски иконописац Михајло Букоровић. Тај Далматинац оженио се и остао у Печки од средине 18. века, радећи иконопис, по мало уз Стефана Тенецког и у цркви манастира Бездина.
Године 1846. помиње се у Печки живи 6.252 становнка а православни храм је посвећен Св. Три Јерарха. Тада у месту службују три пароха, свако у својо парохији: поп Георгије Продановић, поп Максим Карачоњи и поп Василије де Бајтор. Њима помажу капелани Јосиф Петровић и Арсеније Стојковић, као и ђакон Атанасије Продановић. Матрикуле црквене се воде од 1759. године. Срби су своју, нову цркву посвећену празнику Св. три јерарха (или Св. Ђорђу), након канонске поделе подигли 1874. године. Храм је био лоше среће, горео је 1893. године а страдао у невремену 1897. године. Мада је темпло резао Мита Белић 1877. године, иконе је осликао између 1941—1948. године прота иконописац Драгутин Остојић. Иконостас је позлатио златар Радивој Матић.
Практичну књигу о вину и виноградарству купили су 1816. године житељи Печке: пароси Марко Петровић и Георгиј Продановић, те Димитриј Константиновић тутор црквени. Пре 1831. године парох је био Еманул Петровић. Као претплатник једне румунске књиге јавља се 1831. године Максим Карачоњи, парох из Печке. Исте године српску књигу наручују претплатом: исти поп Карачоњи, Георгије Продановић парох, Арсеније Стојковић ђакон. Књигу купује 1842. године, млади Јован Петровић из Печке студент "лекарства".
Црквена општина у Печки је 1897. године била дужна поп Димитрију Ћирићу 200 ф. па су на сваку српску кућу наређен прирез.
Печка црквена општина је пре 1898. године узела зајам од црквених јерархијских фондова, у износу 1400 ф. за откуп иберландске земље. Почетком 20. века парох српски администратор у Печки, је Григорије Букоровић мештанин, потомак иконописца Михајла. Њега је као пензионера, почетком 1906. године заменио свршени богослов Стојан Јакшић, као администратор парохије. Српска православна црквена општина 1905. године ради под председништвом поп Григорија Букуровића. Црквено-општински посед износи 59 кј. земље. Парохијско ново звање је основано 1874. године од кад се воде црквене матрикуле. Парохија је шесте платежне класе, има парохијски дом, а парохијска сесија износи 27 кј. земље. Парох Григорије Букуровић родом је из места, и у родном селу служи 16 година. 
Као свештеник печки јавља се 1909—1911. Светозар Трлајић. Он ће постати владика између два светска рата. Прво је 1934. године рукоположен за викарног епископа сремског, а 1938. године постаје епископ горњокарловачки. Страдао је ужасном смрћу почетком Другог светског рата 1941. године од стране хрватских усташа. Проглашен је Сава за српског светитеља мученика 2001. године.
Иконописац Михајло Букоровић или Бокорић (око 1730—1817) родио се у Далмацији, и са братом дошао 1754. године у Банат. Брат Порфирије се замонашио у манастиру Бездину, а млађи приженио у Печки и бавио живописањем. Био је изгледа ученик славног Тенецког, током његовог рада у манастиру Бездину, а опонашао је и његов сликарски манир. Бокоровићеви радови су разбацани по целом Поморишју. Поред иконостаса у Печки и удела у манастиру Бездину, остало је пуно ситних уметничких радова за поручиоце. Познате су велике кућне иконе код више тадашњих српских житеља Печке (почетак 19. века 1815), икона Богородице у кући удове Милке Карачони (1798), иста икона у румунској цркви у Комлошу, те бројне кућне иконе у Српском Св. Петру, Нађлаку, Ход-Мезе-Вашархељу и Модошу. Портретисао је више архимандрита и калуђера манастира Бездина. Кратки биографски напис објавио је у новинама, његов праунук Григорије Букоровић, као парох у Печки 1901. године.
Пензионисани архимандрит месићки, Корнелије Живковић умро је у Печки, 7. октобра 1903. године а сахрањен у манастирском гробљу у Бездину. Пензију је добијао преко манастира Крушедола.

## Образовање
Још тридесетих година 18. века у вароши Печки, радио је магистер (учитељ) Петар. Српска школа у месту је званично отворена 1753. године. Школске 1846/1847. године месни учитељ је Георг Била, који ради са чак 110 ученика. Године 1867. је Печка била насеље са измешаним српским и румунским становништвом. Тада је скупљено у општини 50 ф. као прилог за Школски фонд. По договору из 1871. године да би се неко место сматрало мешовитим, у њему мора бити бар 100 становника неке друге нације. Деоба црквена и школска у Печки је прошла договором. Од тада су у великим финансијским проблемима и црква (свештеник) и школа. Конкурс за слободно место учитеља из 1883. године, није наговештавао проблем: били су му понуђени основна плата од 400 ф, огрев и стан. Нови учитељ Л. Р. се изгледа лоше владао, па су због њега већ 1885. године слате бројне жалбе јер врши "саблазан". Почео је онда бојкот, тако што су му ускраћивали следовања. Али ствар - неспоразуми у Печки 1886. године, довели су до тога да су морали да се ангажују епархијске власти, не би ли осигурали плаћање учитеља, помоћу половине парохијске сесије. Уследио је нови, принудни избор учитеља, као излаз из ситуације. На конкурсу објављеном 1886. године учитељу се нудила прво земља - 16 ланаца, уместо основне плате у новцу, а уживао би огрев и стан. Школарину би добијао према броју ученика. Печка 1892. године спада међу најслабијим црквеним општинама. Надлежни из села су тражили и добијали редовне донације од епархијских власти. Упркос материјалној оскудици 1898. године се каже да је у Печки, школа нова, лепа и по свим прописима удешена. Иако сироти, Печкани су 1900. године дали Србима у Српском великом св. Миклушу, за откуп од Румуна, 5 ф. Једини учитељ у српској вероисповедној школи у Печки био је 1905-1907. године Јулије Сифниос, родом из Темишвара. Школа је мала и сиромашна је тада у селу живи само 175 Срба. Српска народна школа у то време ради у једном здању, редовну наставу похађа 23 ђака. Безразложно се жалио учитељ Јулије зато што му је за рад у школској 1904-1905. година дата слаба оцена, због исто таквог успеха. Учитељица у Печки била је 1912. године мештанка Марија Букоровић, са знањем траженог државног мађарског језика.

## Познате личности
- Пера Сегединац, српски граничарски капетан
- Михајло Бокорић, српски сликар и иконописац